# Stará synagoga (Libeň)
Stará synagoga v Libni byla vystavěna zřejmě kolem roku 1592 v nynější Koželužské ulici. V roce 1770 byla tato původní libeňská synagoga přestavěna a v první polovině 19. století ji vážně poškodily záplavy.
Pokud jde o zánik této bývalé židovské modlitebny, údaje se poněkud rozcházejí. V knize Židovské památky Čech autoři uvádějí, že byla zbořena někdy po roce 1860, zatímco u J. Fiedlera najdeme údaj „zbořena před r. 1900“.